# Gaels d'Iona
Les Gaels d'Iona (en anglais : Iona Gaels) sont le club omnisports universitaire d'Iona College, une université située à Nouvelle-Rochelle dans l'État de New York.